# Cocatrix
Pour les articles ayant des titres homophones, voir Bruno Coquatrix et rue Cocatrix.
Ne doit pas être confondu avec Basilic (mythologie).
Le cocatrix, coquatrix, caucatrix ou cocatrice est un animal fabuleux qui possède selon la légende une tête de coq, des ailes de chauve-souris et un corps de serpent ou de coq.
Très proche du basilic, le cocatrix fut souvent confondu avec ce dernier dans les bestiaires médiévaux. Selon certaines sources, la cocatrix serait « née par accident à la fin du XIIe siècle et est morte au milieu du  XVIIe siècle, victime de la science ».
Dans les œuvres modernes et en particulier le jeu de rôle, cocatrix et basilic sont dissociés, le basilic étant vu comme un reptile terrestre, le cocatrix plutôt comme un oiseau avec des ailes et une queue de dragon.

## Étymologie et terminologie
L'usage semble assez hésitant pour ce qui est de trancher entre le masculin et le féminin, mais c'est le masculin exclusivement que les dictionnaires relèvent, encore que ce terme ne se trouve que dans les dictionnaires anciens : Littré, La Curne, Furetière. Il semble qu'on l'appelle également cocatrice en français, ce qui pourrait être un anglicisme. Dans ce cas aussi, l'usage semble hésitant quant au genre. On trouve également les termes coquatrix, caucatrix, cocodrille, codrille et cocadrille.

## Légende

### Origine
Le cocatrix fut décrit pour la première fois à la fin du XIIe siècle, d'après une interprétation de l’Histoire naturelle de Pline l'Ancien, comme une variété du basilic bien qu'à la différence de ce dernier, le cocatrix possède toujours des ailes. La vulgate latine, traduction de la Bible, mentionne le basilic bien qu'il ne s'agisse que d'une mauvaise traduction de l'hébreu Tsépha. La présence du basilic dans la Bible força les encyclopédistes chrétiens à trouver une explication plus rationnelle à l'existence de cette créature que celle fournie par la pharsale de Lucain.
Selon Alexander Neckam dans De naturis rerum (1180), le cocatrix naît d'un œuf pondu par un coq couvé par un crapaud, auquel s'est parfois substitué un serpent dans les versions postérieures. La traduction de basiliscus à cockatrice s'effectua quand le basiliscus de Barthélemy l'Anglais, dans De proprietatibus rerum (1260) devint la cockatrice dans l'ouvrage de John Trevisa, en 1397.

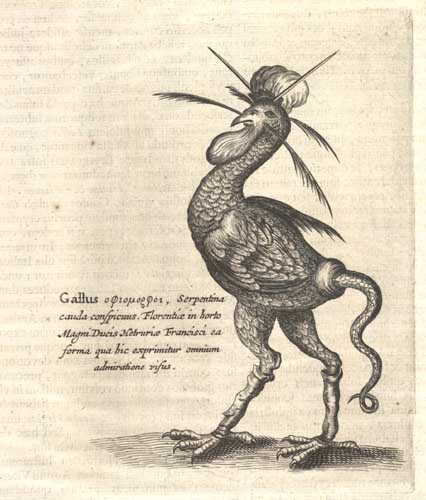
Un basilicoq, tel qu'on se le représentait en 1665.

Le basilic est confondu avec le cocatrix, notamment en ce qui concerne sa naissance. Au XIVe siècle, Chaucer parle de basilicoq. Cet animal est censé naître d'un œuf de coq âgé de sept à quatorze ans, nommé « coquatrix », qui est pondu dans du foin et ensuite couvé par un serpent ou un crapaud :

« Quelques-uns forgent l'origine et naissance du basilic en ceste sorte, à savoir que quand un coq commence à devenir fort vieil, ce qui arrive au septième ou au neuvième ou au plus tard au quatorzième de son âge, il pond un œuf aux plus chauds mois de l'ésté, qui s'est formé de l'excrément pourri de sa semence ou d'un ord et bourbeux amas d'humeurs, et de cet œuf plusieurs pensent que le basilic naist »

— Manuscrit du XVIe siècle
Un coq accusé d'avoir pondu un œuf de « cocadrille » fut brûlé publiquement au bûcher durant le Moyen Âge.
Dans le Berry, le basilic était confondu avec le cocatrix sous le nom de cocadrille. Paul Sébillot rapporte ainsi qu'en Berry, « tant que la cocadrille n'est pas sortie de l'œuf, elle y vit sous la forme d'un serpent très délié, mais fort long. Celui qui a l'imprudence de casser l'œuf tombe mort si le serpent le voit le premier ; dans le cas contraire, le reptile crève instantanément. Il n'acquiert tout son développement qu'au bout de sept ans : au sortir de l'œuf, ce n'est toujours qu'un serpent au regard homicide ; un peu plus tard, il lui vient des pattes, ce qui accroît encore son funeste pouvoir, à tel point qu'il lui suffit de passer sous le ventre d'un bœuf pour l'éreinter »
Le folkloriste Laisnel de la Salle rapporte au XIXe siècle que les œufs d'où naissent les « « cocadrilles » ont la taille des œufs de merle, sont presque ronds, mais n'ont pas de jaune. Ils sont nommés « œufs de jau » ou « coquards » et les paysans leur attribuaient toutes sortes de propriétés magiques et malfaisantes, tandis que les sorciers étaient réputés rechercher avidement ces œufs, particulièrement ceux pondus au pays des infidèles, pour leur puissance évocatrice.
Les tentatives visant à l'identifier à telle ou telle espèce biologique se sont avérées généralement futiles.
D'autres légendes rapportent une forme d'un dragon, mais avec une tête de coq, parfois avec des yeux rouge foncé ou noirs. Son regard ou son souffle sont dits empoisonnés, mais elle peut être tuée par une belette ou par le chant d’un coq.

### Loup de Troyes
Selon la légende, Loup de Troyes aurait vaincu le cocatrix, ce qui a donné naissance à la coutume, en Champagne, de défiler avec l'effigie du monstre pendant les trois jours précédant l'Ascension. Le cocatrix serait né d'un œuf de serpent couvé par une poule noire, l'une des images sataniques du Moyen Âge. Il est symbole de mort.
Aucun ouvrage de référence de langue française ne semble mentionner que le cocatrix est doté du pouvoir de pétrifier, ce qui est souvent signalé dans la littérature anglo-saxonne, et qui le rapprocherait d'une Gorgone de la mythologie gréco-romaine, Méduse.

## Héraldique

Cocatrix héraldique.

Le cocatrix est une figure héraldique imaginaire.